# Гора Глушићи
Гора Глушићи (итал. Glussici) је насељено место у Републици Хрватској у Истарској жупанији. Административно је у саставу града Лабина.

## Становништво
Према последњем попису становништва из 2001. године у насељу Гора Глушићи живело је 30 становника који су живели у 8 породичних домаћинстава.
Кретање броја становника по пописима 1857—2001.
| година пописа  | 1857. | 1869. | 1880. | 1890. | 1900. | 1910. | 1921. | 1931. | 1948. | 1953. | 1961. | 1971. | 1981. | 1991. | 2001. |
| бр. становника | 0     | 0     | 11    | 28    | 36    | 34    | 0     | 0     | 109   | 91    | 67    | 53    | 46    | 37    | 30    |

Напомена:У 1857., 1869. и 1931. подаци су садржани у насељу Света Марина, општина Раша), а 1921. у насељу Брег. Исказује се као насеље од 1948.